# سازمان اجتماعی

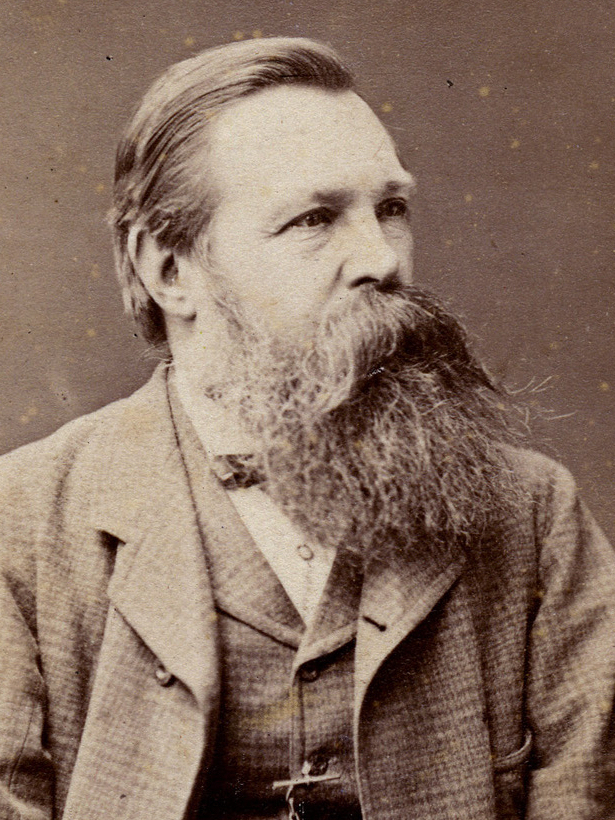
می ۱۸۷۷ پرتره فردریش انگلس
(زادهٔ ۲۸ نوامبر ۱۸۲۰ در ووپرتال – درگذشتهٔ ۵ اوت ۱۸۹۵ در لندن) فیلسوف، مورخ و انقلابی کمونیست آلمانی و نزدیک‌ترین همکار کارل مارکس بود.
پدیدآور: ویلیام هال (۱۸۲۶–حدود ۱۸۹۸)

در جامعه‌شناسی، یک سازمان اجتماعی الگویی از روابط بین افراد و گروه‌های اجتماعی است.
خصوصیات سازمان اجتماعی می‌تواند شامل خصوصیاتی چون ترکیب جنسیتی، انسجام فضایی-زمانی، رهبری، ساختار، تقسیم کار، سیستم‌های ارتباطی و غیره اشاره کرد.
و به خاطر این ویژگی‌های سازمان اجتماعی، افراد می‌توانند بر کار روزمره خود و مشارکت در فعالیت‌های دیگری که اشکال کنترل شده از تعامل انسان هستند نظارت کنند. این تعاملات عبارتند از: وابستگی، منابع جمعی، قابلیت جایگزینی افراد و کنترل ثبت شده. این تعامل‌ها باهم ویژگی‌های مشترک در واحدهای اساسی اجتماعی مانند خانواده، شرکت‌ها، کلوپ‌ها، ایالت‌ها و غیره را تشکیل می‌دهند. اینها سازمانهای اجتماعی هستند.